# حمدي مبروك
حمدي مبروك (5 يناير 1986 الوردانين تونس - ) هو لاعب كرة قدم تونسي، يلعب كمدافع.

## روابط خارجية
- حمدي مبروك على موقع قاعدة بيانات كرة القدم.إي يو (الإنجليزية)